# 堀田あすか
堀田 あすか（ほった あすか、7月7日 - ）は、日本の女性声優。東京都出身。Jac in production準所属。
以前は同人舎プロダクションに所属していた。

## 出演作品

### テレビアニメ
2015年
- 旦那が何を言っているかわからない件 2スレ目（C助）

### OVA
- テイルズ オブ ファンタジア THE ANIMATION（シルフ）

### ゲーム
- LimitedPICARESQUE（内海優希）

### 舞台
- ルームメイト（アユミ）